# 신신엠엔씨
신신엠엔씨는 카드 단말기·포스 설치 및 관리 전문 기업이다. 2009년 12월 18일 대구에서 (주)신신엠앤씨가 창립하였다.
2014년 전국 지사망을 구축하여, 대구 본사를 기점으로 부산, 울산, 포항, 경주를 비롯해 경상도권 지사와 서울 제2본사와 경기, 인천, 대전, 광주, 춘천지역까지 전국으로 확장하였다.
재무재표(2018년 기준) 연매출 38억, 영업이익이 3억이다.

## 연혁
- 2009년 (주)신신엠앤씨 법인 설립
- 2014년 전국지사망 구축
- 2017년 제 1회 신신엠앤씨 해외워크샵 (방콕-파타야)
- 2017년 연구개발전담부서 설립
- 2017년 벤쳐기업 인증
- 2018년 메인비즈 (경영혁신형 중소기업) 인증
- 2019년 벤쳐기업 재인증
- 2019년 강소기업 인증
- 2019년 여성가족부 주관 가족친화인증기업 인증
- 2020년 고용노동부 주관 청년친화강소기업 인증
- 2021년 기술역량 우수 인증기업 인증
- 2021년 중소벤처기업부 주관 인재육성형 중소기업 인증
- 2021년 대구 3호 ‘나눔명문기업’ 가입
- 2021년 2회 연속 고용노동부 주관 청년친화강소기업 인증
- 2021년 대구시 가족친화기업 상생협력네트워크 협약 체결
- 2022년 3회 연속 고용노동부 주관 청년친화강소기업 인증
- 2022년 대한민국 일자리 으뜸기업 인증
- 2022년 스포츠친화우수기업 선정
- 2022년 소비자중심경영(CCM) 인증
- 2022년 여성가족부 주관 가족친화인증기업 유효기간 연장 인증
- 2022년 4회 연속 고용노동부 주관 청년친화강소기업 인증
- 2023년 중소벤처기업부 주관 인재육성형 중소기업 재인증
- 2023년 문화체육관광부 주관 독서경영 우수직장 인증
- 2024년 한국산업기술진흥협회 주관 연구개발전담부서 재인증
- 2024년 여가친화경영 기업 인증
- 2024년 소비자중심경영(CCM) 재인증
- 2024년 건강친화기업 인증
- 2024년 여성가족부 주관 가족친화인증기업 3회 연속 재인증

## 수상실적
- 2011년 K2NET 대구광역시 지역센타장 임명
- 2012년 K2NET 공로상 수상
- 2016년 KSNET 우수상 수상
- 2016년 한국소비자감동지수 1위 수상
- 2017년 ISO9001 인증 획득
- 2017년 대한민국 사회공헌대상
- 2017년 스마트로 최우수상 수상
- 2019년 고객감동서비스지수 1위 수상
- 2019년 인피닉스 카드단말기 제조 기술이전 협약
- 2019년 대체결제 서비스 제공방법 및 장치 특어권 획득
- 2019년 스마트카드를 이용한 온라인금융서비스에서의 사용자 인증방법 특허권 획득
- 2019년 신용카드등록결제 중계시스템 특허권 획득
- 2019년 카드인식장치를 이용한 결제시스템 및 방법 특허권 획득
- 2021년 일·생활균형 우수기업 수상
- 2021년 가족친화경영 우수사례 최우수 대구시장상
- 2021년 일생활 균형 우수사례 우수 고용노동부장관상
- 2021년 청년고용증진 대상 대구시장표창
- 2021년 일·생활균형 가족친화경영 우수사례 공모_최우수 선정
- 2021년 파이서브코리아 성장우수상 수상
- 2021년 일·생활균형 사례 공모전 우수상 수상
- 2021년 '청년고용증진'기여 대구시장 표창 수상
- 2022년 대한민국 일자리 으뜸기업 선정 대통령 인증패 수상
- 2022년 일자리창출 유공 산업포장
- 2022년 스포츠친화우수기업 대상 수상
- 2022년 황상필 대표이사 ‘일자리 창출 유공’ 산업포장 수상
- 2023년 토스플레이스 상반기 우수 대리점 선정
- 2023년 NICE(나이스)정보통신 우수 대리점 선정 (우수상 수상)
- 2023년 토스플레이스 하반기 우수 대리점 선정
- 2024년 토스플레이스 상반기 우수 대리점 선정
- 2024년 아임유(IMU) 2024 최우수 파트너 선정
- 2024년 여가친화인증 지역문화진흥원 원장상 수상
- 2024년 제 24회 대구경북첨단벤처산업대상 벤처기업 특별상 수상
- 2024년 건강친화우수 기업 보건복지부장관 표창 수상

## 사명과 로고

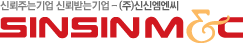
카드단말기 설치 및 관리 기업 신신엠엔씨

신신엠앤씨 - SINSIN Marketing & Company
신뢰받는기업 신뢰주는기업 신신엠엔씨

## 기업정보 (2023년 기준)
- 기업구분 - 중소기업
- 대표자 - 황상필
- 설립일 - 2009년 12월 17일
- 매출액 - 111억 6천만원 (23.12 기준)
- 종업원 - 90명 (2023.12.)
- 평균연봉 - 3,000만원 ~ 6,000만원 미만 (2023.12.)
- 인증현황 - 벤쳐기업, 메인비즈, 청년친화강소기업, 가족친화인증기업, 인재육성형중소기업
- 전화 - 1688-2298
- 본사위치 - 대구광역시 북구 침산남로 9길, 20